# Letizia Camera
Letizia Camera (ur. 21 lutego 1992 w Acqui Terme) – włoska siatkarka, reprezentantka kraju, grająca na pozycji rozgrywającej.

## Sukcesy klubowe
Liga Mistrzyń:
- 2019
- 2015
- 2008

Puchar CEV:
- 2009

Liga włoska:
- 2009, 2012, 2013, 2018, 2019, 2023[3]

Puchar Francji:
- 2016

Liga francuska:
- 2016

Superpuchar Francji:
- 2016

Superpuchar Włoch:
- 2017

Puchar Włoch:
- 2018, 2019

Puchar Challenge:
- 2022[4]

## Sukcesy reprezentacyjne
Mistrzostwa Europy Juniorek:
- 2010

Mistrzostwa Świata Juniorek:
- 2011

## Nagrody indywidualne
- 2019: MVP Pucharu Włoch